# Nino Besozzi
Pour les articles homonymes, voir Besozzi.
Nino Besozzi né à Milan le 6 février 1901 et mort dans la même ville le 2 février 1971 est un acteur italien actif de 1931 à 1970. Il a joué dans 54 films.

## Biographie
Nino Besozzi est né à Milan en 1901. Il commence sa carrière au théâtre en  1919, rejoignant dans les années  1930 des compagnies associatives, puis fondant à partir de 1951 sa propre compagnie. Après s'être dédié au genre comique, il adopte un répertoire classique (Una dama senza importanza d'Oscar Wilde (1938)) et  Lulù di Bertolazzi (1940). Après la Seconde Guerre mondiale, il retourne à la comédie (La mandragola de Machiavelli (1945) Siamo tutti milanesi de Fraccaroli (1952). Sa carrière au cinéma compte une cinquantaine de films, avec, en particulier, La segretaria privata 1931 ; Frutto acerbo, 1934 ; La dama bianca, 1939 ; Abbasso la miseria (1945).

## Filmographie partielle
- 1931 : La Secrétaire particulière (La segretaria privata)
- 1932 : Paradiso
- 1933 : 
  - Cercasi modella
  - Una notte con te
  - Non c'è bisogno di denaro
- 1934 : Frutto acerbo
- 1938 : La dama bianca de Mario Mattoli
- 1939 : Ho perduto mio marito d'Enrico Guazzoni
- 1939 : Eravamo sette sorelle
- 1940 : La danza dei milioni de Camillo Mastrocinque
- 1943 : Je vous aimerai toujours (T'amerò sempre )
- 1945 : Abbasso la miseria
- 1956 : La Chance d'être femme (La fortuna di essere donna) d'Alessandro Blasetti
- 1956 : La loi, c'est la loi  (La legge è legge) de Christian-Jaque
- 1966 : Scusi, lei è favorevole o contrario? d'Alberto Sordi